# Angostura (boisson)

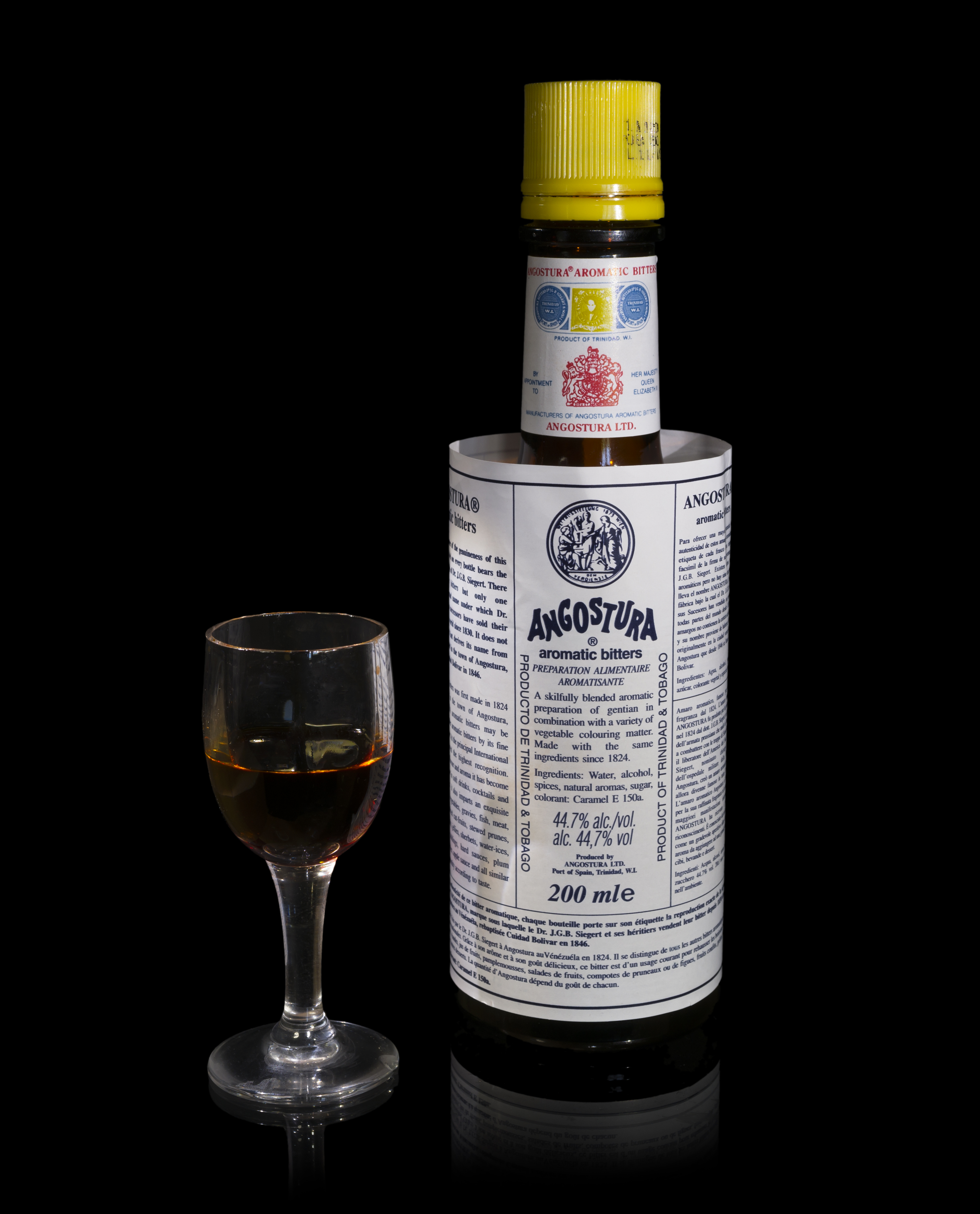
Une bouteille d'angostura

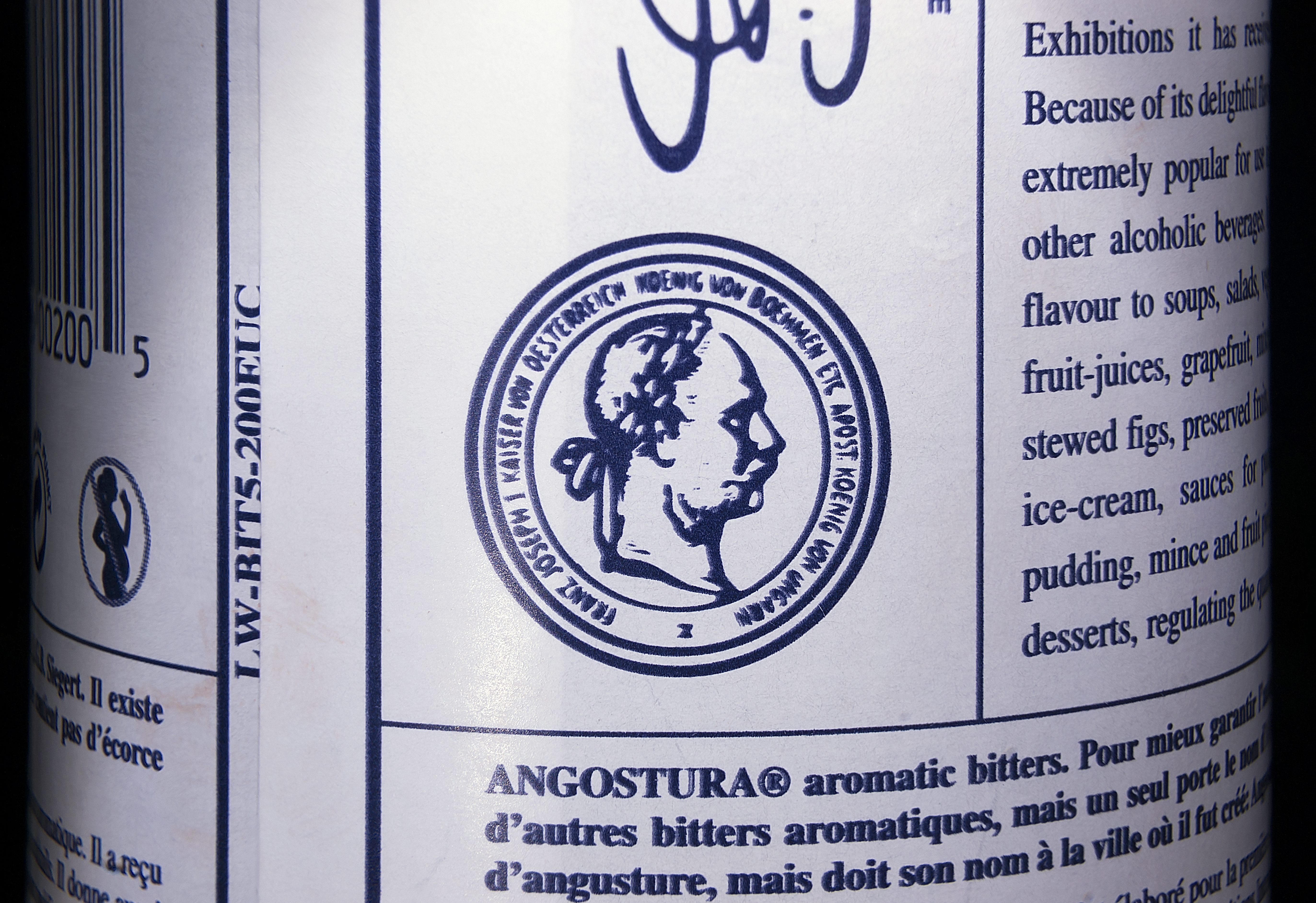
Image de L'empereur François-Joseph Ier d'Autriche sur l'étiquette : Angostura a remporté une médaille à l'Exposition universelle de 1873 à Vienne.

Pour les articles homonymes, voir Angostura.
L'Angostura (parfois orthographié Angustura) ou Angostura aromatic bitters  est une boisson alcoolisée de couleur brune, titrant à 44,7 % vol., fabriquée et commercialisée par House of Angostura. Elle est élaborée à base de rhum, de gentiane, d'écorces d'orange, de substances amères et d'aromates. Il s'agit d'un concentré d'essences, de type bitter,  utilisé pour les cocktails, fabriqué à Trinidad. Le nom Angostura se réfère à la ville de laquelle il tient son origine, Angostura, maintenant appelée Ciudad Bolívar, au Vénézuéla.

## Histoire
On doit son invention au Docteur Johann Siegert, médecin militaire prussien engagé dans l'armée de libération de Simón Bolívar et fondateur de l'État de Bolívar au Venezuela. Le Dr. Siegert soignait des soldats atteints de fièvre et de troubles intestinaux sévères.
Après quatre années de recherche et d'analyse des vertus des plantes tropicales, il développe en 1824 ses « amers » pour stimuler l'appétit et la digestion des soldats souffrants.
Après les guerres, la réputation des amers Angostura s'étend vers les États-Unis et l'Angleterre, prémices de leur notoriété mondiale. Ajouté parfois dans le mojito, il sert également comme ingrédient de base à de nombreux cocktails tels que le Manhattan, le Blackthorn, le Bennett ou le Thistle.

## Fabrication
Contrairement à ce que son nom laisserait penser, Angostura n'est pas fabriquée à partir d'écorces d'angostura.